# Kodichamanahalli, Heggadadevankote
Kodichamanahalli là một làng thuộc tehsil Heggadadevankote, huyện Mysore, bang Karnataka, Ấn Độ.